# Mandráki (ort)
Mandráki (Mandraki) är en ort i Grekland.   Den ligger i prefekturen Nomós Serrón och regionen Mellersta Makedonien, i den norra delen av landet, 400 km norr om huvudstaden Aten. Mandráki ligger 83 meter över havet och antalet invånare är 379. Den ligger vid sjön Límni Kerkíni.
Terrängen runt Mandráki är varierad. Runt Mandráki är det ganska glesbefolkat, med 34 invånare per kvadratkilometer. Närmaste större samhälle är Néo Petrítsi, 12,9 km öster om Mandráki. I omgivningarna runt Mandráki växer i huvudsak blandskog.